# پاتریسیا کاسترو
پاتریسیا کاسترو (به انگلیسی: Patricia Castro) (زادهٔ ۶ اوت ۱۹۹۲) شناگر اهل اسپانیا است.